# Matrona z Perge
Matrona z Perge – také nazývaná jako Matrona Cařihradská, igumenie v Konstantinopoli, se narodila v 5. století ve městě Perge v Pamfýlii.

## Život a cesta k mnišství
Matronu provdali za velmi bohatého velmože Dometiána, po narození dcery Theodotie se manželé přestěhovali do Konstantinopole. Matroně bylo dvacet pět let a velmi si oblíbila často navštěvovat Boží chrám, kde se seznámila s dvěma staršími ženami Eugenií a Zuzanou, které vedly zbožný život v modlitbách a postu. Matrona začala jejich způsob života napodobat, celé dny trávila v chrámu, postila se a vedla zdrženlivý život. Modlila se často k Bohu, aby ji zbavil manželského jha a ona se mohla věnovat nepřetržité službě Bohu.
To se ovšem nelíbilo jejímu manželovi, který začal být na ní hrubý a podezíral ji z páchání různých hříchů. Matrona se po dlouhém váhání rozhodla opustit rodinu a prosila Boha, aby jí vyjevil, zda je její rozhodnutí vhodné. Matroně se pak zdál sen, ve kterém utíkala před svým manželem a schovala se v zástupu mnichů, kde si ji muž nevšiml. Matrona sen přijala jako znamení od Boha, svojí patnáctiletou dceru svěřila zbožné Zuzaně, ostříhala si vlasy, oblékla se do mužských šatů a přišla do konstantinopolského monastýru ctihodného Vassiana (angl.Bassion) a tam se vydávala za eunucha Vavilu (angl.Babylos). Byla přijata mezi mnichy a vyznamenávala se svou neúnavnou pracovitostí a mlčenlivostí. Jednou si novic Varnava (angl.Barnabas) všiml, že má propíchnuté ušní lalůčky a zeptal se jí na to. Matrona odpověděla: "Je zapotřebí, bratře zemi obdělávat a ne se dívat na cizí tváře, to není vhodné pro mnicha."
Po čase bylo ctihodnému Vassianovi ve snu vyjeveno, že mnich Vavila je žena. Pohoršený Vassian si dal Matronu zavolat a chtěl vědět důvody, pro které vnikla Matrona do mužského monastýru, zda to bylo proto, aby svedla mnichy a přivodila monastýru hanbu. Matrona mu s pláčem vypověděla svůj život i to, jak její manžel nenáviděl její modlitby a všenoční bdění. Poté ji igumen Vassian poslal do ženského monastýru v syrském městě Emesa, kde Matrona prožila mnoho let ve veliké askezi, kterou všechny udivovala. Po zesnutí stávající představené byla Matrona jednomyslně zvolena novou igumenií.

## Věhlas
Svými ctnostmi a darem uzdravování, který od Boha obdržela, se Matrona proslavila široko daleko, až se o ní dověděl její manžel Dometián a přicestoval do monastýru. Matrona před ním však tajně odešla do Jeruzaléma, poté na horu Sinaj a nakonec přišla do města Berit, kde se usídlila ve starém pohanském chrámu. O jejím uzavřeném životě se dověděli místní obyvatelé a začali za ní přicházet a Matrona mnohé pohany obrátila ke Kristu. Kolem jejího příbytku se začaly usazovat panny a ženy a tak vzniknul nový monastýr. Na pokyn ve snu odešla Matrona do Cařihradu, neboť se dověděla, že její muž už zemřel. Ctihodný Vassian, její duchovní otec, požehnal její přání založit nový monastýr, kam se přesídlily její sestry z Beritu. Konstantinopolský monastýr se stal známým pro svá přísná asketická pravidla a ctnostným životem sester.

## Závěr
Matrona se dožila vysokého stáří, sedmdesát pět let žila mnišským životem a dostalo se jí vidění ráje, kde pro ni je připraveno místo. Zemřela ve věku sto let kolem roku 492 L.P.